# جائزة فروهليخ
يتم منح جائزة فروهليخ من قبل جمعية الرياضيات في لندن في السنوات الزوجية في ذكرى ألبرشت فروهليخ. وتمنح هذه الجائزة للعمل الأصلي والمبتكر للغاية في أي فرع من فروع الرياضيات. وفقاً للوائح يتم منح الجائزة «لعالم الرياضيات الذي لديه أقل من 25 سنوات خبرة (بدوام كامل ما يعادلها) لأبحاثهم في الرياضيات لمرحلة ما بعد الدكتوراه، وتسمح بفترات استراحة خلال عملهم، أو من هم في رأي لجنة الجوائز في مرحلة تعادلها في حياتهم المهنية».

## الحاصلون على الجائزة[1]
- 2004 إيان كروينوفسكي
- 2006 ميخائيل وايس
- 2008 Nicholas Higham
- 2010 جوناثان كيتينغ
- 2012 تريفور وولي
- 2014 مارتين هايرر
- 2016 دومينيك جويس
- 2018 Francesco Mezzadri
- 2020 Françoise Tisseur